# Mohammad Hassanzadeh
Mohammad Hassanzadeh Saberi Akhlaghi (in persiano محمد حسن‌زاده صابری اخلاقی‎; Shiraz, 6 ottobre 1990) è un cestista iraniano.

## Carriera
Con l'Iran ha disputato i Giochi olimpici di Tokyo 2020 e due edizioni dei Campionati mondiali (2010, 2019).